# Schlacht am Saint-Quentin-Kanal
Die Schlacht am Saint-Quentin-Kanal war eine entscheidende Schlacht des Ersten Weltkriegs, die am 29. September 1918 begann, bei der britische, australische und US-amerikanische Truppen die Siegfriedstellung zum ersten Mal durchbrachen.

## Vorgeschichte
Nach der Schlacht von Havrincourt am 12. September 1918 und nach der Schlacht von Épehy am 18. September musste General Georg von der Marwitz damit rechnen, dass die Alliierten die Siegfriedstellung zwischen Le Catelet und Bellicourt durchstoßen wollten: Zum einen waren sie im Schlachtverlauf von Norden nach Süden genau dorthin vorgestoßen und zum andern war es gerade dieser Abschnitt, ca. 5 km am Canal de Saint-Quentin, der vollständig untertunnelt war, was daher kein Hindernis für die Infanterie darstellte. Deshalb standen hier die verbliebenen stärksten deutschen Kräfte. Überraschenderweise griff die britische 4. Armee aber weiter südlich bei Riqueval an.
Das Ziel war für die 27. US-Division (Generalmajor John O’Ryan) westlich von Bellicourt, die 30. US-Division (Generalmajor F. H. Lewis) westlich von Bony und für die britische 46th (North Midland) Division (Generalmajor William Thwaites) westlich von Bellenglise. Unterstützt wurden diese von der australischen 4. Division (Generalmajor Sinclair-Maclogan), die im rückwärtigen Raum bei Le Verguier stand. Das Oberkommando war sich im klaren, dass ein Erfolg gegen die geschützten Abwehrkräfte der Siegfriedstellung nur unter Verwendung von Panzern erreichbar war. Für diese war der Saint-Quentin-Kanal ein unüberwindliches Hindernis. Zu beiden Seiten des Kanals waren die Uferböschungen ca. 5 m hoch. Im naheliegenden Riquevaltunnel war ein Waffen- und Munitionsarsenal eingerichtet worden. Nur eine einzige Brücke überspannte dort den Kanal: die Riquevalbrücke. Nur wenn es gelänge, diese intakt zu erobern, konnte der Angriff mit den schweren Waffen auf der anderen Seite der Brücke fortgesetzt und die Siegfriedstellung wirksam durchstoßen werden.

## Die Eroberung der Riquevalbrücke

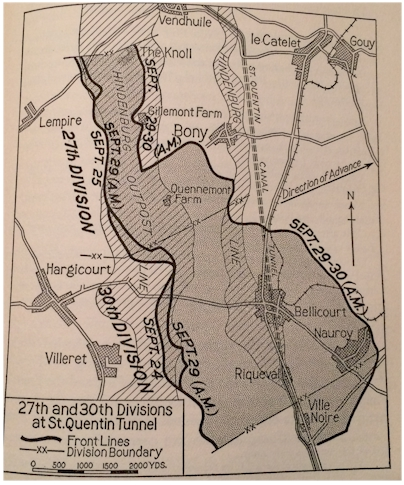
Einsatz des II. US-Corps an der Hindenburglinie

Am 29. September 1918 um 5:50 Uhr griffen das australische Korps mit Unterstützung von zwei amerikanischen Divisionen aus dem amerikanischen II. Korps (der 27. und 30. US-Division), die von etwa 150 Panzern der 4. und 5. Panzer-Brigade unterstützt wurden, genau die Nahtstelle zwischen der südlich stehenden 18. Armee (General von Hutier) und der 2. Armee (ab 22. September unter General von Carlowitz) zwischen Cambrai und Saint-Quentin an um die strategisch wertvolle Riquevalbrücke unversehrt in Besitz zu nehmen.  Unterstützt wurde dieses Vorgehen im Süden durch die französische 1. Armee und im Norden durch die britische 46th (North Midland) Division. Trotz der latenten Gefahr wurde die Brücke noch nicht gesprengt, weil sie zur Versorgung der westlich des Kanals gelegenen deutschen Truppen benötigt wurde. Deutsche Pioniere hatten bereits Sprengladungen an der Brücke angebracht. Der Kanal und der Tunnel waren in die stark ausgebaute Siegfriedstellung einbezogen, die, nach damaligen Maßstäben, nur schwer zu erobern war.
Zum Angriffszeitpunkt herrschte dichter Nebel (der wahrscheinlich auch durch Nebelgranaten der Angreifer herrührte), der für die Verteidiger die Lage unübersehbar machte. Die Gunst des Augenblicks machte sich Captain A. H. Charlton mit dem 1/6th Battalion der 137. Brigade North Staffords zunutze. Mit einer Schar (neun sollen es gewesen sein) von Männern überrumpelte er die Wachen und entfernte den Sprengstoff von der Brücke. Nach signalisiertem Erfolg folgte diesen ab 8:30 Uhr die 137. Brigade (zur 46. Division gehörend). Die Angreifer überrannten die westlichen Stellungen und gelangten im Laufe des Tages über den Kanal. Die mangelnde Kampfmoral soll sich bei den deutschen Truppen schon dadurch gezeigt haben, dass der überwiegende Teil der 2000 Deutschen die Gefangennahme der Flucht vorgezogen haben soll.

„Zwischen Bellicourt und Bellenglise stieß der Feind über den Kanal vor. Wir brachten ihn am Abend in der Linie Nordrand Bellicourt - Westrand Joncourt - Lehaucourt zum Stehen. Die nördlich von Gricourt sich aller Anstürme erwehrenden Regimenter mussten am Abend ihren Flügel auf Lehaucourt zurücknehmen.
An dem im großen erfolgreichen Abschluss der gestrigen schweren Kämpfe haben Truppen aller deutschen Stämme gleichen Anteil. Der Engländer hat seine örtlichen Erfolge mit sehr hohen blutigen Verlusten erkauft.“

Die Oberste Heeresleitung hatte allerdings die Aussichtslosigkeit der Lage erkannt, zumal keine Personalreserven mehr zur Verfügung standen. Sie forderte am 29. September 1918 von der Reichsregierung die sofortige Aufnahme von Waffenstillstandsverhandlungen mit dem Hinweis, dass die Front jeden Tag zusammenbrechen könne.

## Der Fortgang der Schlacht
Die britische 46. Division überschritt im Anschluss den Kanal und sicherte den Übergang mit Maschinengewehrnestern an den Uferböschungen. Bei ihrem Übergang machte sie 4600 deutsche Gefangene. Am 2. Oktober gelang es der 46. und 32. britischen Division, unterstützt durch die 2. australische Division, die dritte Beaurevoir-Linie (beim Dorf Beaurevoir) zu durchbrechen. Es war gelungen, einen Bruch von 17 km in die Siegfriedstellung zu reißen. Dies war in Bezug auf die vorangegangenen Erfahrungen ein außerordentlich schneller Sieg. Durch beständige Angriffe bis zum 10. Oktober konnten weitere Dörfer in Besitz genommen werden, womit der Einbruch in das Stellungssystem irreversibel wurde. Die verbleibenden Reste der 2. und der 18. Armee zogen sich daraufhin in die bereits Anfang September errichtete Auffangstellung, die sogenannte Hermannstellung, zurück.